# Cypripedium morinanthum
Cypripedium morinanthum é uma espécie de orquídea terrestre, família Orchidaceae, que habita a Manchúria, na China.